# Biblioteca Nacional de Siria
La Biblioteca Nacional (en árabe, مكتبة الأسد الوطنية) es la biblioteca nacional de Siria, y fue fundada en 1984 en Damasco, con el fin de coleccionar documentos y libros vinculados con el legado cultural de la nación y para beneficio de investigadores y lectores interesados en él. Situado en la céntrica Plaza de los Omeyas, el edificio tiene 9 plantas y se extiende por un espacio de más de 22.000 metros cuadrados. Sus fondos se cree que superan los 40.000 documentos. Es depósito legal para Siria.